# Фламандска пушка
Европейските монарси през 17 век създават силни армии, които снабдявят с ефикасни и модерни за времето оръжия. Властта на кралете и могъществото на държавата се крепят изключително на дисциплинираната и добре въоръжена войска.
Едно прекрасно оръжие било Фламандската пушка с фитилен затвор.